# Kalmarský zámek
Kalmarský zámek (švédsky Kalmar slott) je renesanční stavba ve švédském městě Kalmar. Počátky stavby sahají do 12. století, kdy byly postaveny obranné kruhové věže. Na konci 13. století nechal král Magnus III. Švédský přistavět k věžím hradby a vznikla tak pevnost, v zásadě přístavní. V ní se roku 1397 odehrála jedna z nejvýznamnějších politických událostí v dějinách Skandinávie, když zde pod taktovkou dánské královny Markéty I. byla vytvořena Kalmarská unie – spojení Dánska, Norska a Švédska (včetně Finska) v tzv. personální unii. Během švédského povstání proti Dánsku v roce 1520 pevnost před dánskými silami hájila Anna Bielke.
Velké změny hrad zažil v 16. století. Věže a opevnění byly sice ponechány, ale ve vnitřním prostoru byla postavena zcela nová stavba v renesančním stylu. S renesanční přestavbou začal král Gustav I. Vasa a dokončili ji jeho synové Erik XIV. Švédský a Jan III. Švédský. 17. století však stavbě nepřálo. Nejprve zámek utrpěl během kalmarské války v letech 1611–1613 těžké škody a poté byl těžce poškozen požárem v roce 1642. Na opravu nezbývaly prostředky ani síly, a zámek proto v 18. století zpustl.
Ruinu se pro její význam ve švédských dějinách rozhodl v 19. století opravit švédský stát, který o stavbu pečuje od roku 1856. Restaurační práce řídil nejprve architekt Fredrik Wilhelm Scholander, po jeho smrti dohled převzal jeho žák Helgo Zettervall, který podobně rekonstruoval katedrálu v Lundu i katedrálu v Uppsale. Roku 1891 zámek získal siluetu, jíž má dodnes. Práce ale pokračovaly až do roku 1941, kdy byl znovu obklopen vodou. Od té doby patří k nejnavštěvovanějším švédským historickým památkám. Je také oblíbeným místem pro svatební obřady. K nejoceňovanějším uměleckým památkám v zámku patří stropní freska ve Zlatém sále.